# Classe Solgae
La classe Solgae (coréen : 솔개 급 고속 상륙정, hanja :솔개 級 高速 上 陸 艇), appelé aussi Solgae Type-631  est une classe de navires auxiliaires de type Landing Craft, Air Cushioned  de la marine de la République de Corée (ROKN).

## Historique

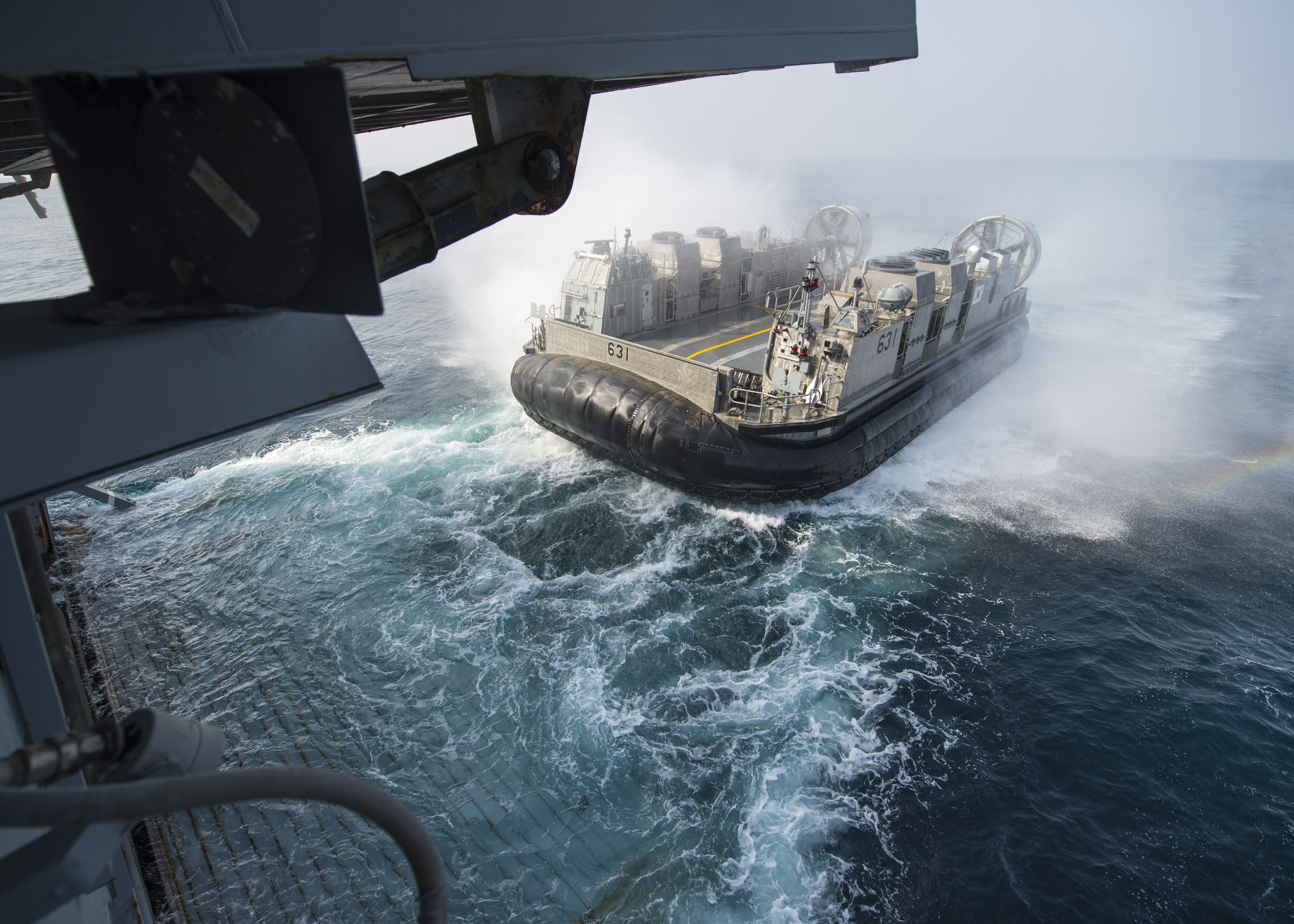
ROKS LSF-631

Cette classe d'embarcation de débarquement sur coussin d'air, conçue par la Hanjin Heavy Industry Co. Ltd. de Pusan pour la marine de Corée du Sud, opère à partir  des navires d'assaut amphibie de classe Dokdo.
Ce projet en cours de développement est aussi connu sous le nom de LSF-II ou Landing Ship Fast-II . L'engin peut transporter une charge maximale de 55 tonnes, atterrir sur des plages hostiles à 40 nœuds et grimper jusqu'à 6 degrés. Il dispose de 2 canons de 20 mm pour l'autodéfense. Le cockpit de l'équipage comporte trois membres d'équipage et un commandant de la force d'atterrissage. Le LCAC peut également transporter, en plus des troupes, un char de combat ou deux véhicules d'assaut amphibie. Jusqu'à présent, trois de ces unités ont été livrées et d'autres devraient être commandées. Il a été proposé à l'exportation vers les marines étrangères.